# 置樂花園

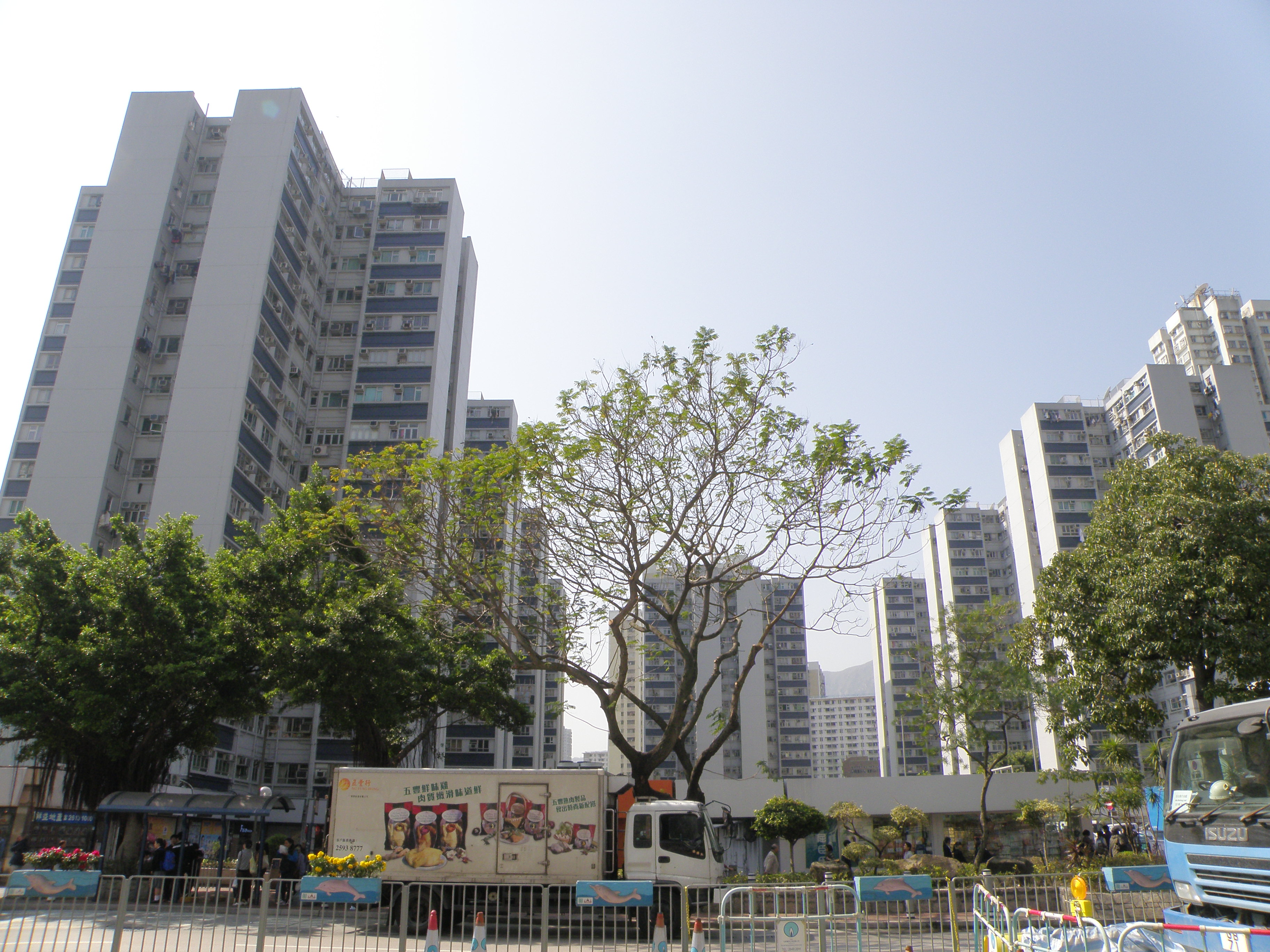
置樂花園

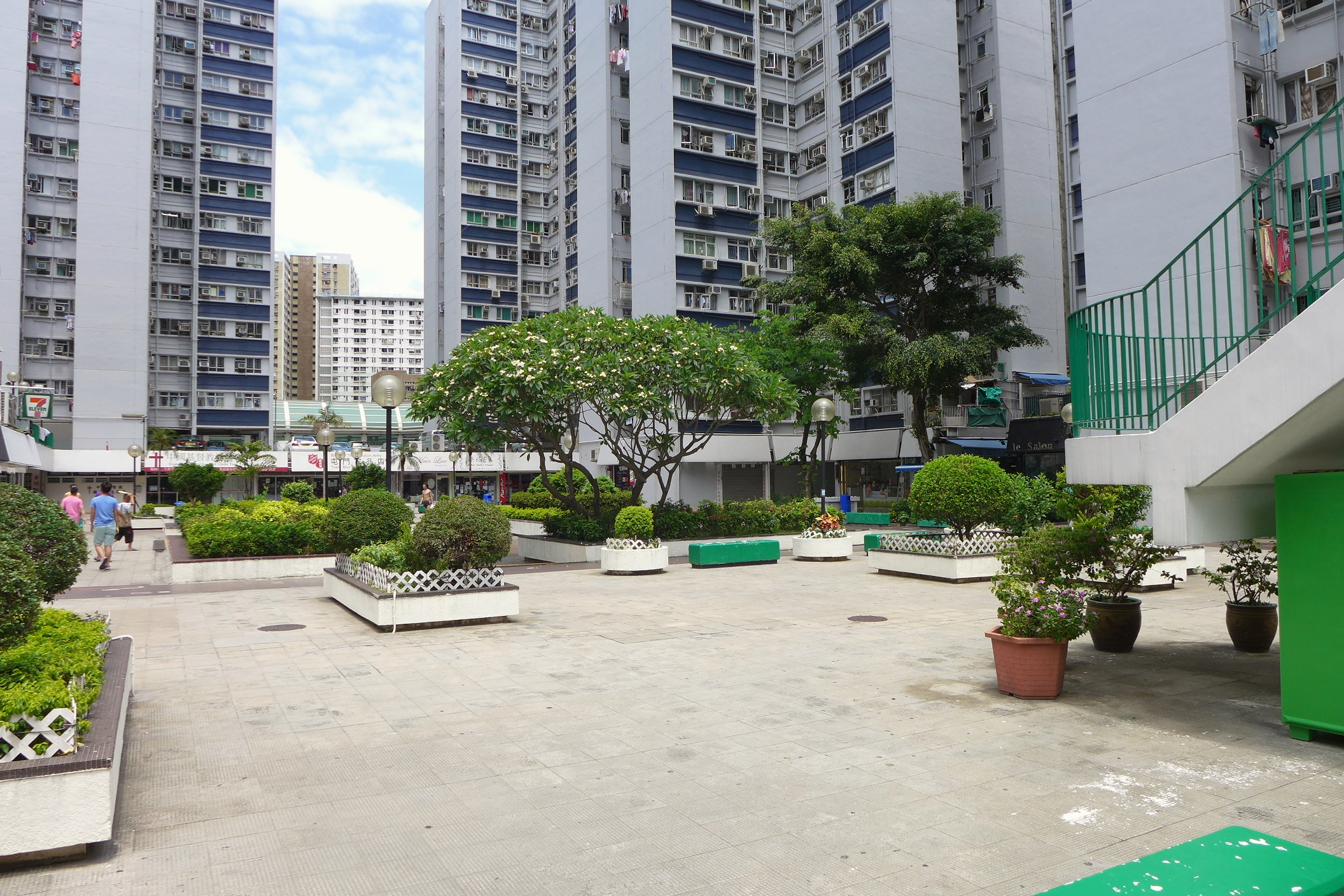
置樂花園休憩空間

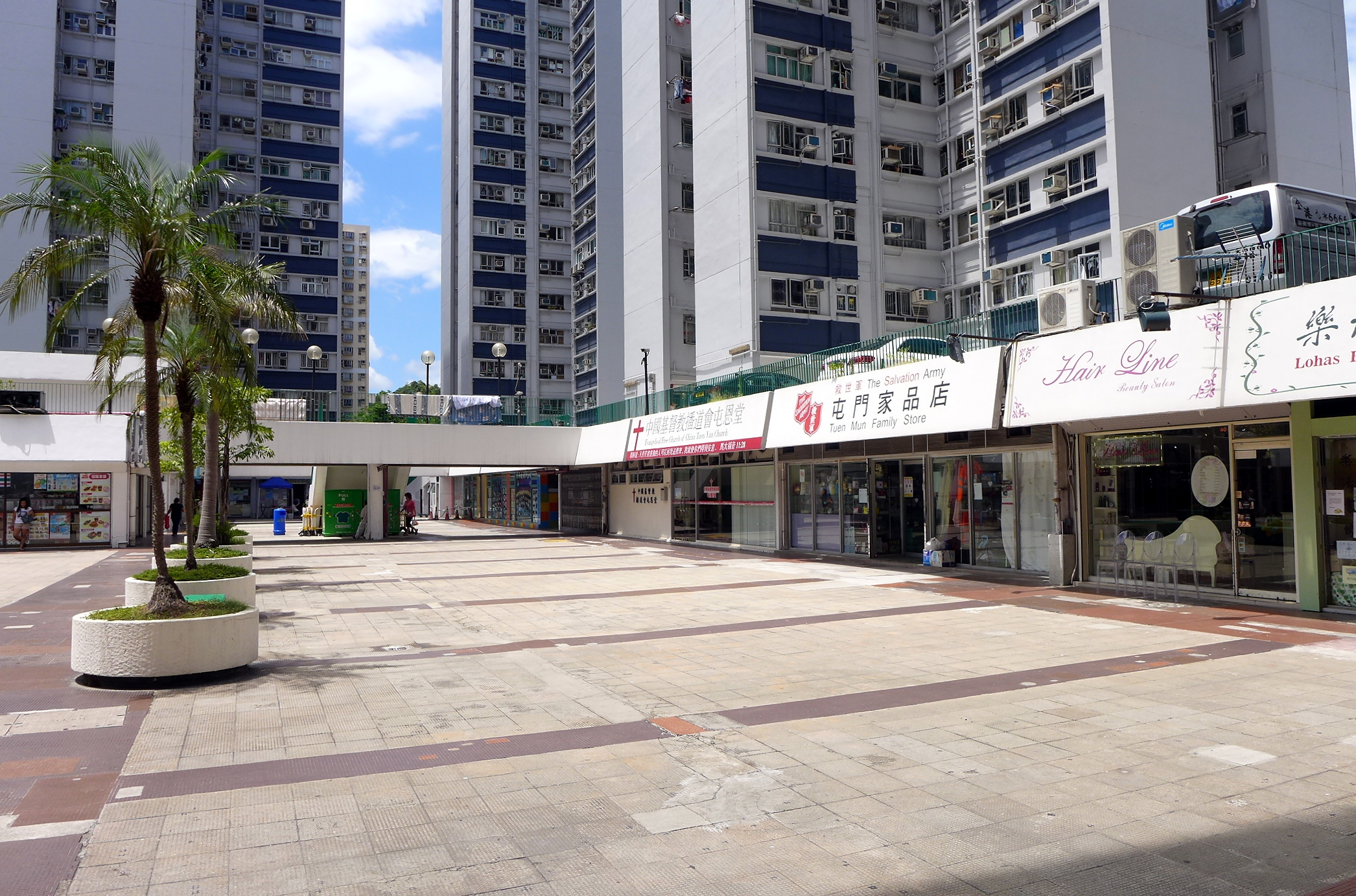
置樂花園商店

置樂花園（英語：Chi Lok Fa Yuen）是香港新界屯門首個私人機構參建的居屋屋苑，屬區內一個大型屋苑，建在青山灣填海區，地址是屯門青海圍18號，共有8座樓高15至16層的住宅大廈，與薄扶林的置富花園同屬香港置地集團的直屬機構「置樂花園有限公司」負責發展，整個屋苑及每幢樓宇命名的方式亦繼承了同系置富花園的做法，英語名稱則以全廣東話拼音（香港政府粵語拼音）音譯而成，每幢樓宇的中文名稱則由一個共通字「樂」字放頭，中間字亦參考了置富花園其中8座的名字，而尾綴則同為「苑」字而成。
置樂花園由香港房屋委員會負責監管整個發展過程及推售，本屋苑由王歐陽建築師有限公司設計。置樂花園商場總面積50,688平方呎，內有各式商舖及食肆。
置樂花園位於屯門市中心東南面；附近一帶包括利寶商場和麗寶商場等商場和地面商店，是屯門區主要購物區之一，區內居民多以「置樂」統稱之。

## 屋苑資料
- 出售期數：第1期
- 居者有其屋計劃的接受申請日期：1979年11月
- 落成年份：1981年
- 樓宇室號：A－H
- 樓宇類型：私人機構參建居屋計劃（十字型）
- 樓宇座數：8
- 單位數目：1000伙
- 單位建築面積：48至62 m2（520至670 sq ft）
- 單位實用面積：41至54 m2（440至580 sq ft）
- 首次推出售價：$94,700－$146,200
- 業主立案法團：已成立

### 樓宇
| 樓宇名稱（座號） | 樓宇類型                        | 落成年份 | 層數 | 每層伙數 | 每座單位數目（伙） | 備註            | 提供升降機的廠商 |
| ---------------- | ------------------------------- | -------- | ---- | -------- | ------------------ | --------------- | ---------------- |
| 樂民苑（第1座）  | 私人機構參建居屋計劃 （十字型） | 1981年   | 16   | 8        | 126                | 不包括地下      | 迅達             |
| 樂麗苑（第2座）  | 私人機構參建居屋計劃 （十字型） | 1981年   | 16   | 8        | 128                | 不包括地下      | 迅達             |
| 樂怡苑（第3座）  | 私人機構參建居屋計劃 （十字型） | 1981年   | 16   | 8        | 122                | 不包括地下      | 迅達             |
| 樂恆苑（第4座）  | 私人機構參建居屋計劃 （十字型） | 1981年   | 15   | 8        | 120                | 不包括地下及1樓 | 迅達             |
| 樂俊苑（第5座）  | 私人機構參建居屋計劃 （十字型） | 1981年   | 15   | 8        | 120                | 不包括地下及1樓 | 迅達             |
| 樂昌苑（第6座）  | 私人機構參建居屋計劃 （十字型） | 1981年   | 16   | 8        | 128                | 不包括地下      | 迅達             |
| 樂榮苑（第7座）  | 私人機構參建居屋計劃 （十字型） | 1981年   | 16   | 8        | 128                | 不包括地下      | 迅達             |
| 樂興苑（第8座）  | 私人機構參建居屋計劃 （十字型） | 1981年   | 16   | 8        | 128                | 不包括地下      | 迅達             |

### 單位資料
| 室號 | 建築面積（呎） | 實用面積（呎） |
| ---- | -------------- | -------------- |
| A    | 517            | 449            |
| B    | 517            | 449            |
| C    | 588            | 511            |
| D    | 588            | 511            |
| E    | 673            | 584            |
| F    | 673            | 584            |
| G    | 588            | 511            |
| H    | 588            | 511            |

## 教育

### 幼稚園
- 晶晶國際幼稚園（2011年創辦）（位於置樂花園地下47-54號舖）

## 設施

### 置樂花園內
- 屋苑辦事處
- 屋苑保安室
- 停車場(不設訪客及時租車位)

### 附近公共設施（周邊50米範圍內）
- 足球場
- 遊樂場
- 籃球場

## 附近學校
- 保良局香港道教聯合會圓玄小學（距離屋苑約30米）
- 順德聯誼總會梁銶琚中學（距離屋苑約100米）
- 路德會呂祥光中學（距離屋苑約100米）
- 東華三院鄧肇堅小學（距離屋苑約100米）
- 屯門官立中學（距離屋苑約150米）
- 廠商會蔡章閣中學（距離屋苑約150米）
- 路德會呂祥光小學（距離屋苑約150米）
- 順德聯誼總會胡少渠紀念小學（距離屋苑約200米）
- 仁愛堂劉皇發夫人小學（距離屋苑約250米）

## 交通

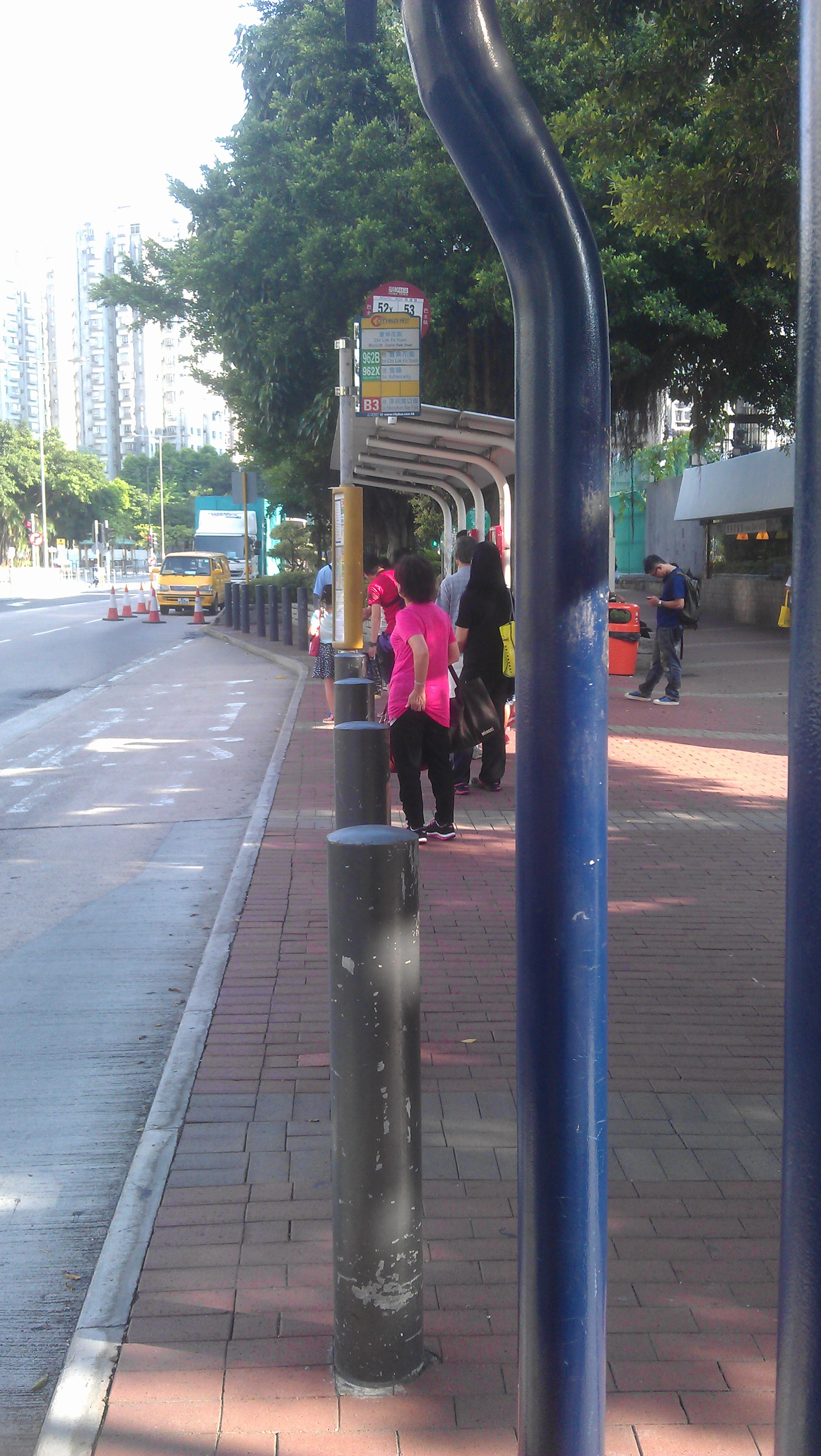
置樂花園巴士站

## 屋苑內商戶

### 飲食
- 媽媽檔
- 保記車仔麵
- 大快活
- Fresh Fresh
- 美景茶餐廳
- 好好台灣飯麵專門店
- 香辣四川

### 時裝
- 名店街歐日時裝
- 雅噹(Avion Dong)時裝手袋，美容精品，美酒佳餚

### 超級市場及便利店
- 7-11
- OK 便利店
- 惠康
- 759阿信屋(已關閉)

### 銀行／服務
- 愛美洗衣公司
- 匯豐銀行自動櫃員機

### 個人護理／美容
- Fix-Up Hair Salon
- TIP TOP SALON
- 膚之美
- 路易莎美容護膚
- 輪廓髮廊
- 萬寧
- 滶恩纖體美容中心
- 水雲澗

### 電器用品
- 置樂電腦
- 東昇電訊

### 教育
- 公文式置樂教育中心 （页面存档备份，存于）
- 智尊教育中心[]
- 創高教育中心
- 西貝畫室
- 琴軒音樂藝術中心
- 歷程教育 EdJourney Education
- 新世紀碩士教室
- 譽學堂

### 其他
- 屯門東區童軍第四十旅
- 林頌鎧議員辦事處
- 中國基督教播道會屯恩堂
- 屯門基督教會
- 狗寶寶寵物專門店
- 救世軍家用品店
- 日本城
- 至樂士多[]
- 香港賽馬會投注站(已關閉)

## 另見
- 置富花園

## 外部連結
- 雅虎香港地產—置樂花園介紹
- 香港地方討論區：置樂花園 （页面存档备份，存于）